# Марш полонених німців по Москві

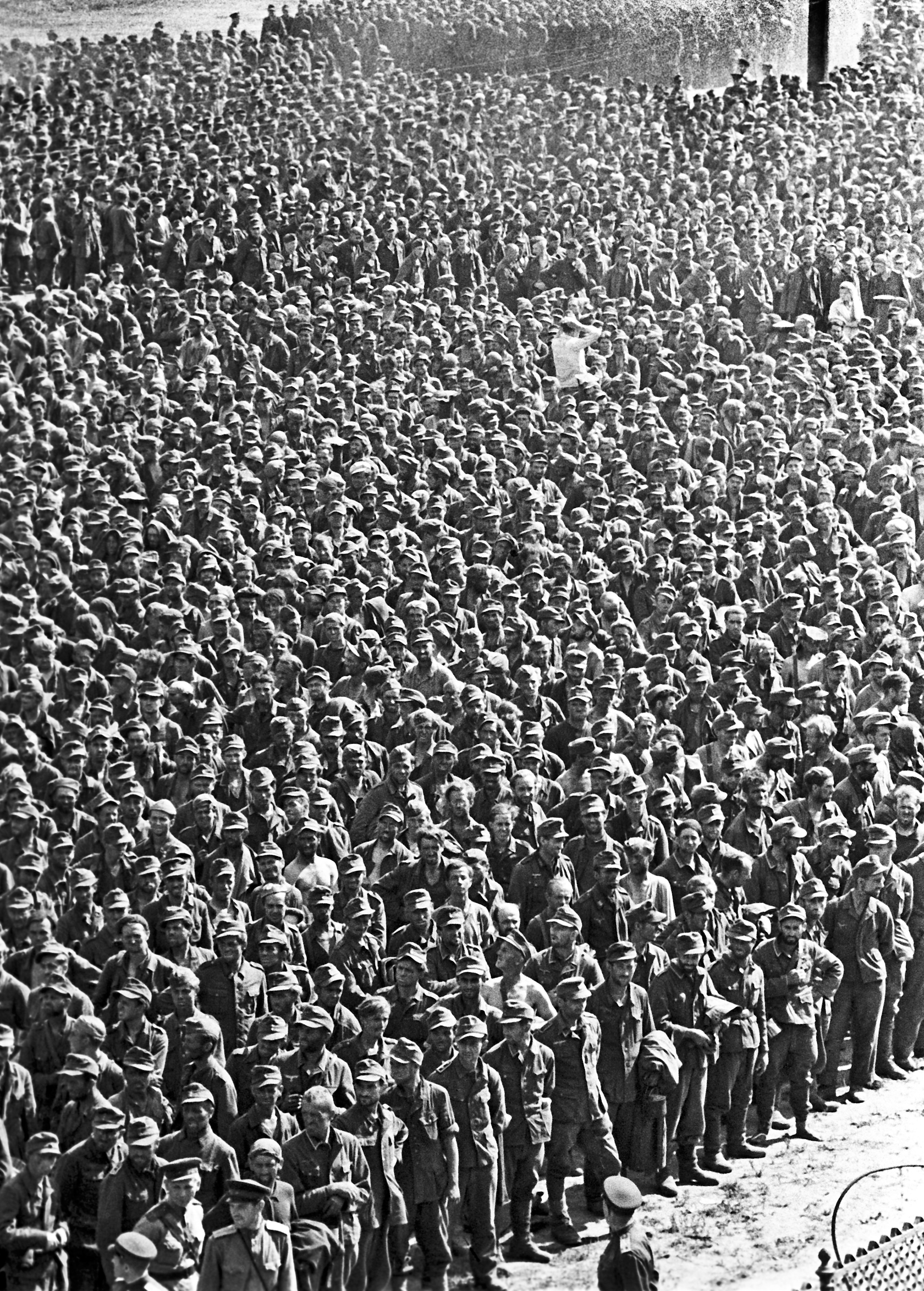
Полонені німці незадовго до маршу, 15 червня 1944 р.

Марш полонених німців по Москві (також «Парад переможених», «Великий вальс») відбувся в понеділок 17 липня 1944 року. Колонами по Садовому кільцю і інших вулицях столиці пройшли 57 000 німецьких солдатів і офіцерів, в основному захоплених у полон в Білорусі військами 1-го, 2-го і 3-го Білоруського фронтів.

## Передісторія
В ході операції «Багратіон» влітку 1944 року було розгромлено німецьку групу армій «Центр». Були знищені або потрапили у полон 400.000 солдатів і офіцерів— ці втрати сталои набагато вищими за сталінградські. З 47 генералів Вермахту, що воювали як командири корпусів і дивізій, 21 був узятий у полон. Союзники засумнівалися в настільки грандіозній поразці німців у Білорусі. Випала чудова нагода продемонструвати успіхи СРСР у війні, підняти дух москвичів і мешканців інших міст. Було вирішено провести полонених німців на чолі з їх генералами вулицями Москви і Києва. Операцію проводив НКВС, її назвали іменем музичної комедії «Великий вальс». Про неї було оголошено по радіо вранці 17 липня, а також надруковано на першій шпальті «Правди».

## Організація і хід маршу
Полонені були зібрані на московському іподромі та стадіоні «Динамо». Ще до етапу кожен німецький полонений пройшов ретельний огляд. В Москву взяли тільки здорових і здібних пересуватися самостійно. Пожежні привезли військовополоненим воду. Її було достатньо для того, щоб вгамувати спрагу, але не вистачало, щоб вмитися. Йти по столиці Радянського Союзу їм довелося саме у такому вигляді — немитими, деколи в одних кальсонах і без взуття. Зате полоненим був розданий посилений пайок — каша і хліб з салом. За чутками, у кашу було спеціально додано проносне, або сало було несвіжим, так що багато полонених «осоромлювалися» прямо під час «параду».
До 11 години ранку 17 липня полонених розділили на дві групи і шикували у відповідності зі званням по 600 чоловік (20 осіб по фронту). Керував проходженням колон командувач військами МВО генерал-полковник Павло Артем'єв.
Перша група (42.000 осіб) Пройшла за 2 години 25 хвилин Ленінградським шосе і вулицею Горького (нині Тверська) до площі Маяковського, потім за годинниковою стрілкою по Садовому кільцю до Курського вокзалу. Серед цієї групи були 1227 полонених з офіцерськими і генеральськими званнями, у тому числі 19 генералів, які йшли у залишених їм орденах і формі, 6 полковників і підполковників.
Друга група (15.000 осіб) пройшла по Садовому кільцю проти годинникової стрілки, починаючи від площі Маяковського, за 4 години 20 хвилин дійшовши до станції Канатчиково Окружної залізниці (тоді околиця Москви, нині район метро «Ленінський проспект»).
Колони супроводжували вершники з оголеними шашками і конвоїри з гвинтівками наперевагу. За полоненими прямували поливні машини, символічно відмиваючи землю від «гітлерівської нечисті». «Парад» закінчився до семи годин вечора, коли всі полонених розмістилися по вагонах і були відправлені до місць ув'язнення. Чотирьом полоненим, що відстали від колони, було надано медичну допомогу.
У числі полонених була і колона французів-колабораціоністів. "Всі вони прикріпили до курток якусь подібність до триколірних кокард, а коли порівнялися з нами і побачили генерала Петі, що стояв у кузові вантажівки з відкинутими бортами, прийнялися кричати: «Вів ля Франс, мій генерал! Ми не були добровольцями! Нас призвали насильно. Хай живе Франція!» Ернест Петі не виявив до них ані найменшого співчуття. Навпаки, зло сплюнув і сказав крізь зуби: «Мерзотники! Хто не хотів, той з нами».
В рапорті до Державного комітету оборони Берія доповідав, що під час ходи «з боку населення була велика кількість антифашистських вигуків: „Смерть Гітлеру!“ і „Смерть фашизму!“». Однак у цілому, за словами свідків, агресивних або антинімецьких нападок було дуже мало.

## Значення
Деякі зарубіжні видання того часу ставили під сумнів реальний масштаб радянських перемог влітку 1944 року. Широко висвітлюваний марш десятків тисяч полонених справив незабутнє враження на москвичів і всіх союзників, продемонструвавши радянські військові успіхи у другій світовій війні і неминучість швидкої перемоги.

## Цікаві факти
- Марш полонених німців по Москві пройшов на наступний день після Партизанського параду, що відбувся у звільненому Мінську в неділю 16 липня 1944 року.
- У Києві марш полонених німців відбувся через місяць — у середу, 16 серпня 1944 року. Колона військовополонених у складі 36 918 осіб, у тому числі 549 офіцерів, йшла по місту з 10:00 протягом 5 годин.